# Nishan Velupillay
Nishan Velupillay (Melbourne, Australia, 7 de mayo de 2001) es un futbolista australiano que juega como delantero en el Melbourne Victory F. C. de la A-League.

## Primeros años
Nació en Melbourne (Victoria) y estudió en el Mazenod College de Mulgrave.

## Trayectoria
Comenzó su carrera en la cantera del Glen Eira FC, FTS (escuela técnica de fútbol).
Firmó su primer contrato profesional con el Melbourne Victory F. C. en 2019. Debutó como profesional con el club el 19 de mayo de 2021, entrando como suplente en la derrota por 0-2 ante el Sydney F. C. El 11 de diciembre de 2021 marcó su primer gol como profesional, anotando el gol de la victoria por 2-1 ante el Adelaide United F. C.

## Estadísticas

### Clubes
Actualizado al último partido disputado el 29 de septiembre de 2024.
| Club                              | Div.          | Temporada     | Liga  | Liga  | Liga   | Copas nacionales | Copas nacionales | Copas nacionales | Copas internacionales | Copas internacionales | Copas internacionales | Total | Total | Total  |
| Club                              | Div.          | Temporada     | Part. | Goles | Asist. | Part.            | Goles            | Asist.           | Part.                 | Goles                 | Asist.                | Part. | Goles | Asist. |
| --------------------------------- | ------------- | ------------- | ----- | ----- | ------ | ---------------- | ---------------- | ---------------- | --------------------- | --------------------- | --------------------- | ----- | ----- | ------ |
| Melbourne Victory F. C. Australia | 1.ª           | 2020-21       | 4     | 0     | 0      | 5                | 0                | 1                | —                     | —                     | —                     | 9     | 0     | 1      |
| Melbourne Victory F. C. Australia | 1.ª           | 2021-22       | 23    | 2     | 1      | 1                | 0                | 0                | 0                     | 0                     | 0                     | 0     | 0     | 0      |
| Melbourne Victory F. C. Australia | 1.ª           | 2022-23       | 26    | 3     | 1      | 1                | 1                | 0                | —                     | —                     | —                     | 27    | 4     | 1      |
| Melbourne Victory F. C. Australia | 1.ª           | 2023-24       | 27    | 3     | 3      | 5                | 5                | 2                | —                     | —                     | —                     | 32    | 8     | 5      |
| Melbourne Victory F. C. Australia | 1.ª           | 2024-25       | 0     | 0     | 0      | 0                | 0                | 0                | —                     | —                     | —                     | 0     | 0     | 0      |
| Melbourne Victory F. C. Australia | Total club    | Total club    | 80    | 8     | 5      | 12               | 6                | 2                | 0                     | 0                     | 0                     | 92    | 14    | 7      |
| Total carrera                     | Total carrera | Total carrera | 80    | 8     | 5      | 12               | 6                | 2                | 0                     | 0                     | 0                     | 92    | 14    | 7      |